# Quasi sposi
Quasi Sposi (Bridal Wave) è un film televisivo diretto da Michael Scott, con protagonisti Arielle Kebbel e Andrew Walker.

## Trama
Georgie Dwyer è una giovane infermiera in procinto di sposare un promettente chirurgo plastico, mentre aspetta il suo fidanzato nel resort dove verrà celebrato il matrimonio. Qui incontra Luke, un ex architetto che ha lasciato la sua professione per godersi una vita più semplice. Con il passare dei giorni Georgie inizia a dubitare dei suoi sentimenti e dovrà decidere quale dei due uomini sia giusto per lei.